# Leza
För andra betydelser, se Leza (olika betydelser).
Leza eller Lesa är hos flera folk i väst- och centralafrika en skapargud eller himmelsgud. Ibland gift i himlen med en son, ibland gift med en jordgudinna, Chandashi.
Leza förknippas som himmelsgud också med regn och åkallas därför när regnperioden är försenad. På 1920-talet användes namnet Leza/Lesa om himmelsguden i ett område från floden Kasai i väst till sjön Nyasa i öst, och från sjön Tanganyika i norr till floden Zambesi i söder.